# Code civil

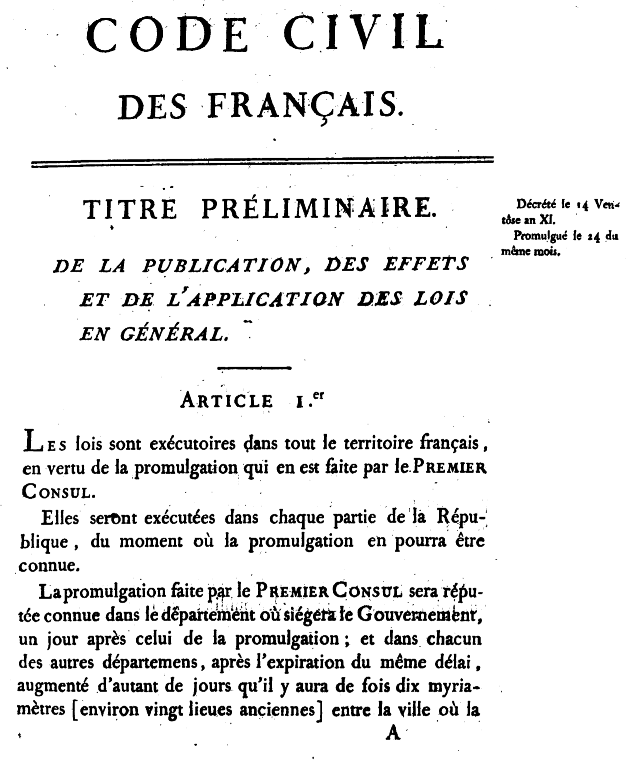
Erstausgabe des Code civil von 1804, erste Seite

Der Code civil (Abkürzung CC oder C. civ.) regelt das französische Zivilrecht. Es wurde 1804 von Napoleon Bonaparte eingeführt und in den nachfolgenden drei Jahren durch ein Zivilprozessbuch, den Code de procédure civile, und ein Handelsgesetzbuch, den Code de commerce ergänzt. Zwischen 1807 und 1815 und nochmals zwischen 1852 und 1870 unter Napoleon III. wurde der Code civil offiziell auch Code Napoléon genannt. Napoleon sah die Gesetzessammlung als sein persönliches Werk an und gab ihr ursprünglich den Titel Code civil des Français („Zivilgesetzbuch der Franzosen“).
Der Code civil gilt als ein modernes und bedeutendes Gesetzeswerk der Neuzeit, da es dem Vorbild eines vernunftrechtlich-liberal geprägten Kodifikationsmodells folgt. Im Stil ist das Werk kurz und prinzipienorientiert gehalten. Die Systematik der Gliederung baut auf dem spätantiken Institutionensystem auf. Die Rezeption des Code civil gilt – insbesondere während des 19. Jahrhunderts – als Vorgang von weltgeschichtlicher Bedeutung, da er viele Territorien erreichte. In wesentlichen Teilen ist der Code in Frankreich bis heute gültig. Wie die Zivilrechtsbücher Preußens und Österreichs gehört der Code zu den sogenannten Naturrechtsgesetzgebungen. Maßgeblichen Einfluss nahmen in der frühen Phase die Rechtsgelehrten der Aufklärung, etwa Hugo Grotius (1583–1645), Samuel Pufendorf (1632–94) und Christian Wolff (1679–1754).
Im Verbund mit den 1808 und 1810 erschienenen Strafgesetzbüchern (Code d’instruction criminelle und Code pénal) traten die Cinq codes („fünf Gesetzbücher“) in den von Napoleon besetzten oder zumindest beeinflussten Gebieten in Kraft. Auf der Gesamtkodifikation beruht noch heute ein Großteil der globalen Justizkultur.

## Geschichte

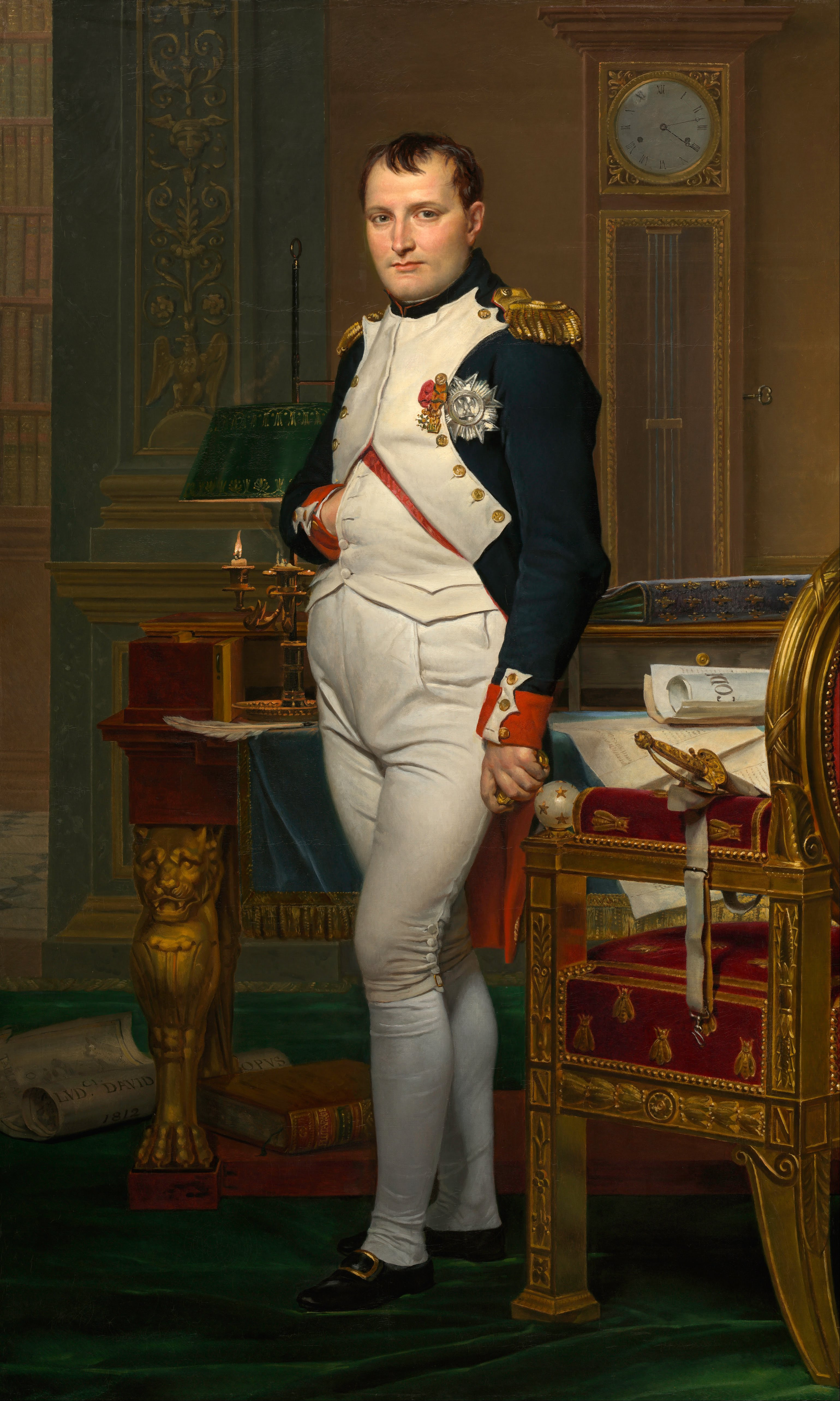
Napoleon Bonaparte (1769–1821) Porträt von Jacques Louis David

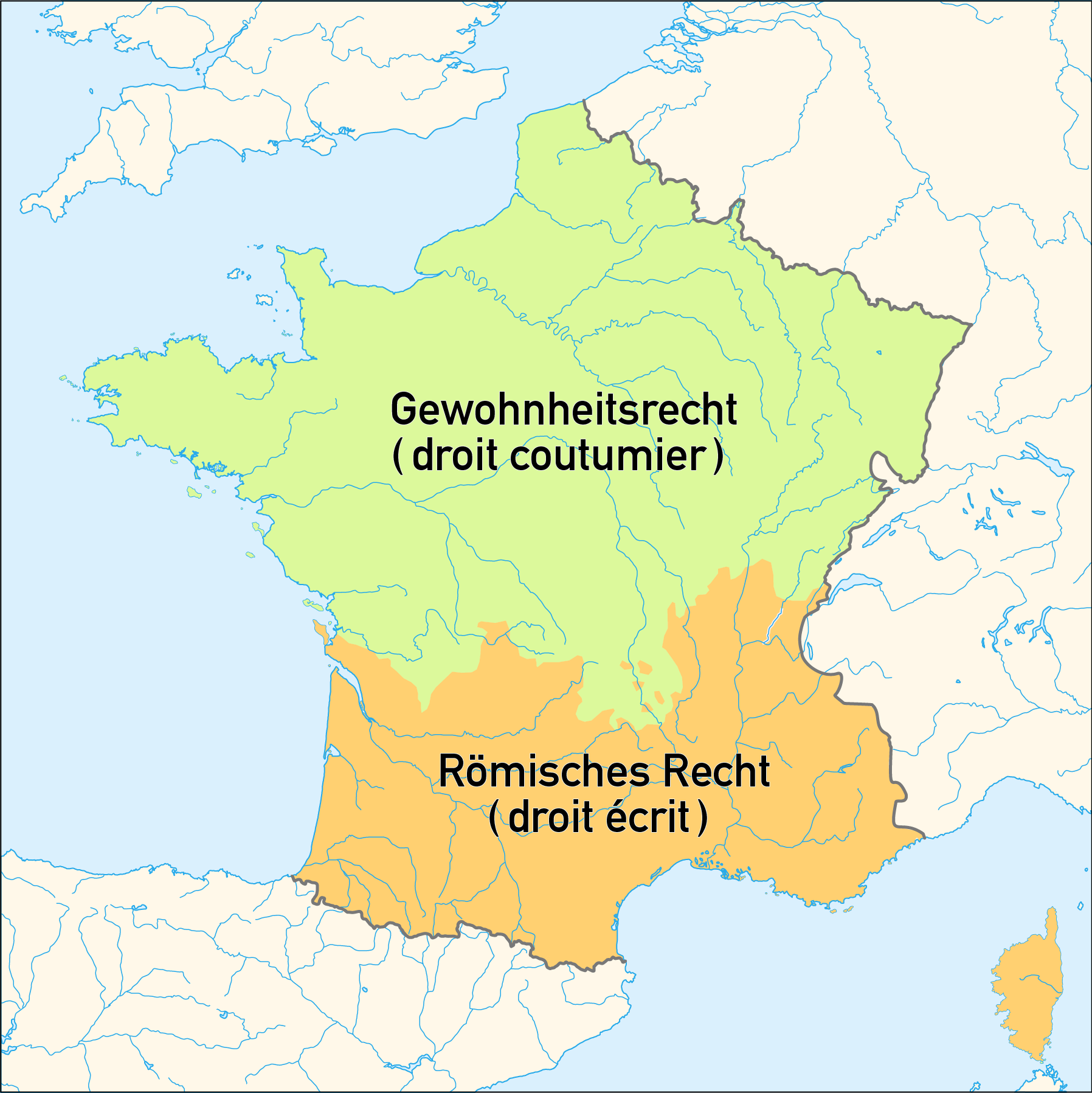
Rechtskreise in Frankreich vor Inkrafttreten des Code civil: Droit coutumier im Norden, droit écrit im Süden

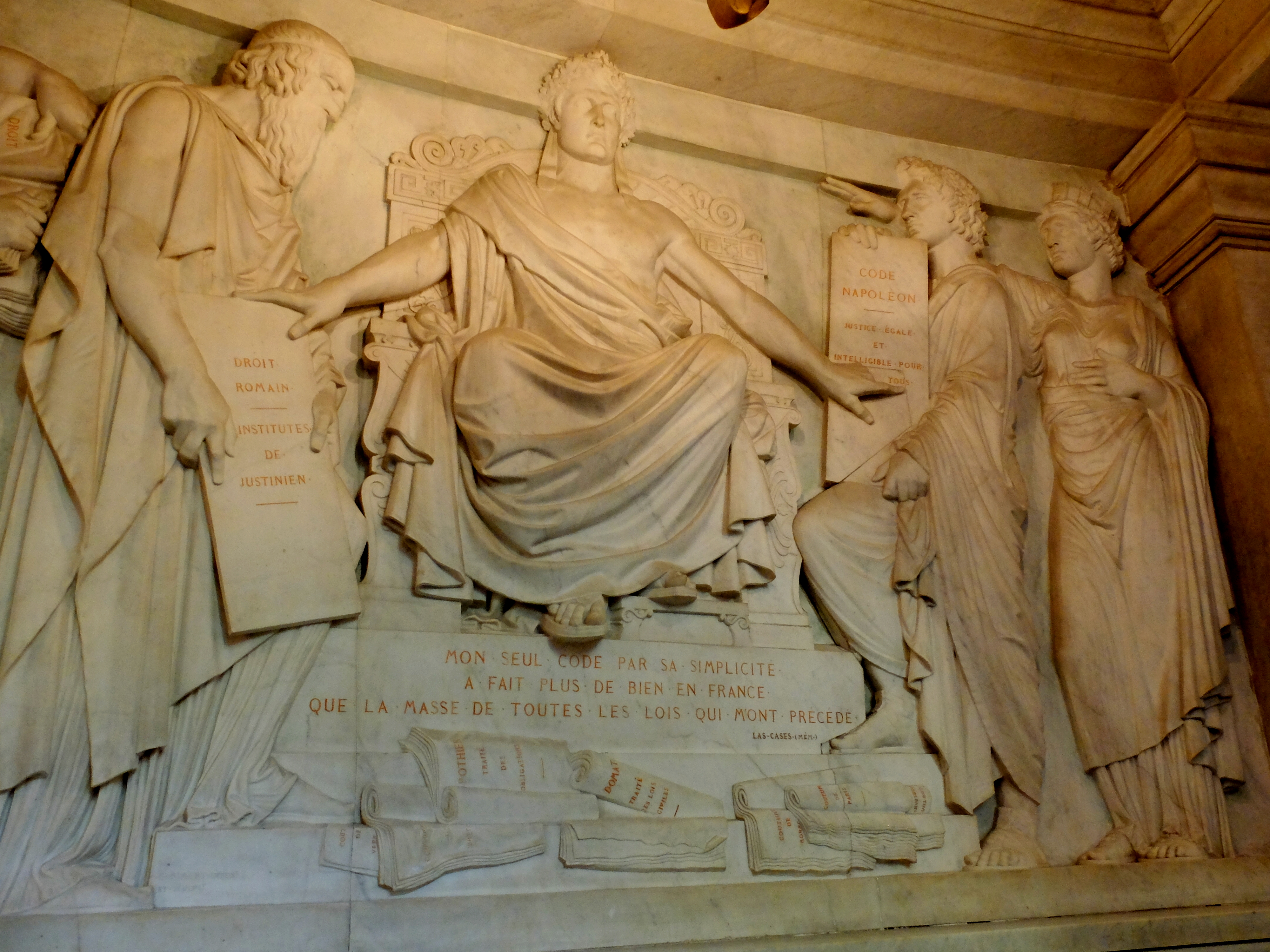
Erwähnung des „Code Napoléon“ (vom Betrachter aus rechts) im Invalidendom beim Grab Napoleons I.

Frankreich war zunächst in zwei Rechtsgebiete unterteilt: Während im nördlichen Frankreich (ungefähr jenseits des 46. Breitengrades) das Gewohnheitsrecht ("droit coutumier") präsent war, dominierte im Süden das geschriebene Recht ("droit écrit"). Ab dem 17. Jahrhundert führten königliche Gesetzgebungsakte in einigen Teilgebieten des Rechts (zu erwähnen sind hierbei insbesondere das Strafrecht, Prozessrecht und das Handelsrecht) zu einer Vereinheitlichung.
Durch die Französische Revolution wurde eine Gesetzgebungswelle ausgelöst. Dabei handelte es sich aber meist um Einzelgesetze mit provisorischem Charakter, die anlassbezogen verabschiedet wurden. Ziel war es, die Durchbrüche der Revolution zu verschriftlichen. Auf die bestehenden Rechtsordnungen wurde nur mangelhaft Rücksicht genommen. Durch dieses Zwischenrecht ("droit intermédiaire") wurde die Unübersichtlichkeit der Rechtsordnung massiv verstärkt.
Die ersten Entwürfe zu einem Code civil entstanden in Frankreich in den Jahren 1793 bis 1797, während der französischen Revolution. Im Jahr 1800 berief Napoleon eine vierköpfige Kommission unter der Leitung von Jean-Jacques Régis de Cambacérès ein, die ein einheitliches Recht schaffen sollte. Außerdem waren zur Ausarbeitung des Werks Jean-Étienne-Marie Portalis (1746–1807), François Denis Tronchet, Félix-Julien-Jean Bigot de Préameneu (1747–1825) und Jacques de Maleville (1741–1824) beauftragt und beteiligt. Wie in Preußen und Österreich wurde der zügig erarbeitete Entwurf der Öffentlichkeit vorgelegt, im Conseil d’État unter beträchtlicher Einflussnahme Napoleons in seiner Eigenschaft als Erster Konsul durchberaten und nach Bereinigung um gerügte Passagen in der gesetzgebenden Versammlung angenommen und verkündet. Napoleons persönlicher Einfluss auf die Entwicklung des Gesetzeswerks war erheblich. Er leitete mindestens 57 von 100 Sitzungen und verblüffte die juristischen Fachleute mit seiner schnellen Auffassungsgabe, der Fähigkeit, auf die Grundprobleme hinzuweisen, und immer neuen Ideen: „Was er nicht wusste, schien er vorauszusehen oder zu erahnen … Mit erstaunlicher Mühelosigkeit lernte, beurteilte, diskutierte und merkte er sich unendlich viele Dinge, ohne sie durcheinanderzubringen.“
Ein von der Kommission verfolgtes Ziel war, eine Verbindung zwischen dem kodifizierten Recht und dem Gewohnheitsrecht zu schaffen. Es entstanden neue Rechtsinstitute, etwa im Erbrecht. Wie die deliktische Generalklausel des Art. 1382 zeigt, räumte der Code civil dem Richter Entscheidungsspielräume ein, damit er Recht im Einzelfall entwickeln kann. Um ihm diesen Freiraum zu geben, verzichtete der Gesetzgeber darauf, Lebenssachverhalte kasuistisch zu fassen, und wurde so den Ideen der Aufklärung und einem politisch wie wirtschaftlich idealisierten Liberalismus gerecht.
In Ablösung des altständischen Rechtspartikularismus sollte den Franzosen ein allgemeines Recht zur Verfügung stehen, das sich aus den aufgeklärten Dogmen der Vernunft speist. Im eigenverantwortlich mitgestaltenden und damit modernen Citoyen sollte und konnte sich das Pathos der mit großen Opfern erkämpften Volkssouveränität ausdrücken. Der Staatsbürger forderte Rechtsteilhabe ein. Das Gedankengut der Französischen Revolution spiegelte sich in den neu formulierten Rechtsgrundsätzen wider. Deren Kerngedanken waren die Gleichheit und Freiheit aller Männer vor dem Gesetz, was die Abschaffung aller Standesunterschiede bedeutete. Der Wirtschaftsverkehr wurde liberalisiert und freies individuelles Eigentum gewährt. Damit war die Beseitigung aller feudalen Lasten und Besitztitel verbunden. Von großer Bedeutung war die Einführung der Vertragsfreiheit. Von geistiger Strahlkraft war die strikte Trennung von Staat und Kirche. Die Frauenrechte andererseits wurden explizit eingeschränkt. Dies ist durchaus auch Napoleons Einfluss geschuldet gewesen, dessen Frauenbild durch seine Enttäuschung über Josephines Untreue negativ geprägt war.
Der Code civil ist eine von drei bedeutenden Naturrechtskodifikationen, die um die Wende vom 18. in das 19. Jahrhundert geschaffen wurden. Sie eröffnen das Zeitalter moderner Kodifikationen. Die Konnotation mit dem Naturrecht ist darauf zurückzuführen, dass das positive Recht – also das bestehende heimische Recht und das subsidiär geltende römische Recht des Corpus iuris civilis – den Überbau eines einheitlichen Rechtssystems erhielt, der durch überpositives Recht, worunter metaphysische Grundsätze und Axiome zu verstehen sind, erklärt wurde. Überpositives Recht stabilisierte damit die Selbstbegründung des revolutionären Rechts. Unmittelbar galt es nur, um Gesetzeslücken zu füllen, aber es schlug Brücken für die positivrechtlichen Normen untereinander, verband sie. Der Ansatz war neu, weil zur Klärung einer Rechtslage zuvor bestenfalls auf die einschlägigen Gesetze verwiesen werden konnte. Der reine Rechtsverweis musste nicht weiter begründet werden, ebenso wenig die Norm, die die Lösung für den Rechtsfall vorgab. Die weitreichenden Änderungen im Gefüge der Gesellschaft wurden ab der frühen Aufklärung von den Staatstheoretikern Thomas Hobbes, John Locke oder Charles Montesquieu im Zusammenhang mit der Schaffung eines Sozialvertrages mitgedacht. Die Theoretiker ebneten so den Weg zu einer freien bürgerlichen Gesellschaft. Mit ihren juristischen Vorarbeiten hatten wiederum die Vernunftrechtler Grotius, Pufendorf und Wolff Vorbildcharakter. Gesetze wurden entsprechend dem Zeitgeist über die Vernunftbegabung begründet, und nicht weil es sie schlicht gab oder sie aus dem römischen Recht rezipiert wurden. Leitwerte im naturrechtlichen Sinne waren die „Grundbedürfnisse der Menschen“, so wie sie sich im Alltag äußern, als „Selbsterhaltungstrieb“, als „menschliches Zusammenleben“, als „Angewiesenheit der Menschen auf den Menschen“ in einem soziologischen Gefüge. Daraus wurde gefolgert, dass den aufstrebenden Naturgesetzen der Dinge in der Mathematik und Physik vergleichbar die menschlichen Grundbedürfnisse „Naturgesetze des Zusammenlebens“ seien.
Ein fünfbändiges Werk des Anwalts Jean Domat gilt als wichtige Quelle für den Code civil. Neben Domats Einfluss ist auch die Linie von Charles Dumoulin (1500–1566) zu Robert-Joseph Pothier nicht zu unterschätzen, dessen Werk zeitlich näher an der Entstehung des Code civil liegt als das von Domat. Pothiers Verdienst liegt vor allem darin, dass er das droit civil commune in Verbindung mit dem römischen Recht geschaffen hat, ausbaute und kommentierte. Bei der Kommentierung verpflichtete er sich der Methode der Legisten mit der Folge, dass sich zahlreiche Zitate aus dem Corpus iuris civilis wiederfanden.
Der Code Civil genoss international hohes Ansehen. Er galt als Vorbild für die Verschriftlichung des revolutionären Individualismus und Liberalismus. Sein Geltungsgebiet erstreckte sich weit über Frankreich hinaus. Auch nach dem Wiener Kongress galt der Code civil in den deutschen Gebieten links des Rheins, die zuvor von Frankreich annektiert waren. Das Großherzogtum Baden ergänzte den Code civil durch eigene Zusätze aus dem regionalen Recht und erstellte dadurch das bis 1900 (also das bis zum Inkrafttreten des BGB) geltende Badische Landrecht in deutscher Sprache. 1812 wurde der Code civil auch in Oberkärnten und Osttirol in Kraft gesetzt. Dieser "Villacher Kreis" war nämlich gemeinsam mit Triest, Dalmatien, Krein und Istrien Teil der "Illyrischen Provinzen", wo das österreichische ABGB erst 1815/1816 eingeführt wurde. Auch im napoleonischen Oberitalien galt der ins Italienische übersetzte "Code civile" bis 1815 (also bis er in jenen Gebieten, die an Österreich fielen, durch das ABGB ersetzt wurde). In modifizierter Version gilt der Code civil in Luxemburg und Belgien noch heute. In Holland galt der Code civil bis 1838, wobei er in Folge durch das Burgerlijk Wetbok, das weitgehend eine Übersetzung des Code civil darstellt, ersetzt wurde. Im Großherzogtum Warschau wurde der Code civil 1815 durch das Allgemeine Landrecht ersetzt, im Königreich Polen galt der Code civil teilweise bis 1946.
Einen großen Einfluss auf die Gesetzgebung hatte der Code civil in den französischen Gebieten der Schweiz, in Italien, in Bulgarien, in Rumänien, in Portugal und in Spanien. Auch diente er als Vorbild für einige Zivilrechtskodifikationen im lateinamerikanischen Raum, insbesondere Brasilien. Außerdem hatte der Code civil erheblichen Einfluss auf das Zivilrecht in jenen Ländern bzw. Territorien, die aus ehemaligen französischen Kolonien hervorgegangen sind (zum Beispiel Québec, Louisiana oder Indochina).

## Geltungsbereich

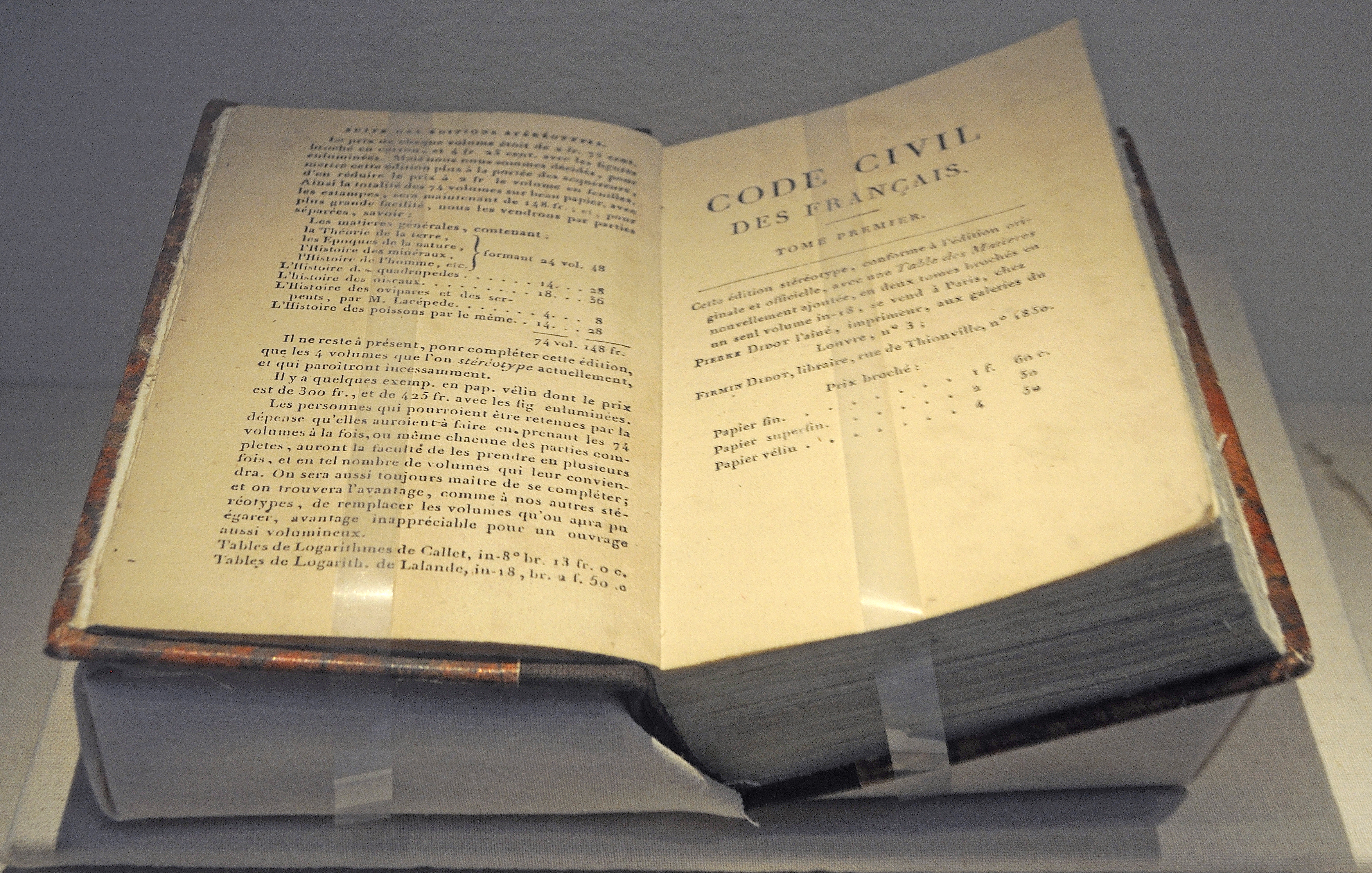
Der Code civil im Historischen Museum der Pfalz in Speyer

Der Code civil wurde nicht in seiner Gesamtheit rezipiert, wohl aber in der Weise, dass er die privatrechtlichen Kodifikationen einer langen Reihe von Ländern maßgeblich beeinflusste. So wurde das Gesetzbuch in anderen durch Frankreich in der Zeit von 1807 bis 1814 dominierten Staaten eingeführt (z. B. dem Königreich Westphalen, dem Herzogtum Warschau, im Königreich Holland und dem Königreich Italien).
In Deutschland galt der Code unmittelbar in den von Frankreich 1798 annektierten linksrheinischen Gebieten (Département de la Roer, Département de la Sarre, Département de Rhin-et-Moselle, Département du Mont-Tonnerre) und in den 1811 in das Imperium einverleibten nordwestdeutschen Gebieten (Département des Bouches de l’Elbe, Département des Bouches du Weser, Lippe-Département und Département Ems-Oriental). In einigen Rheinbundstaaten (Königreich Westphalen, Herzogtum Arenberg-Meppen, Großherzogtum Frankfurt, Großherzogtum Berg, Herzogtum Anhalt-Köthen) wurde er ohne große Änderung eingeführt; in anderen teilweise in veränderter Gestalt, wie etwa im Großherzogtum Baden als „Badisches Landrecht“. In wieder anderen Staaten blieb es bei Entwürfen oder Absichtserklärungen, so im Königreich Bayern, im Großherzogtum Hessen und im Herzogtum Nassau.
In den seit dem Frieden von Campo Formio 1797 zu Frankreich gehörenden Gebieten Luxemburg und Belgien blieb der Code auch nach deren späterer Unabhängigkeit in Geltung.
In der Schweiz galt der Code civil im Gebiet des Kanton Genf (bis 1912) und im Berner Jura zunächst unmittelbar. Er lag oder liegt auch den Zivilgesetzbüchern der Kantone Neuenburg, Waadt, Freiburg, Wallis und Tessin zugrunde.
Binnen weniger Jahre galt er von Lissabon bis Warschau und von Holland bis zur Küste der Adria. Mit der Niederlage Napoleons bei Waterloo wurde seine erfolgreiche Verbreitung keineswegs gebremst: Vor allem in West- und Südeuropa (1865 Rumänien), aber auch in Nord- und Südamerika (1808/1825/1870 Louisiana, 1825 Haiti, 1830 Bolivien, 1845 Dominikanische Republik, 1866 Niederkanada, 1867 Québec, 1869 Argentinien, 1870 Mexiko, 1876 Paraguay) oder Afrika (1875 Ägypten, auch im Maghreb und den ehemaligen französischen Kolonien) orientierten sich die Gesetzbücher am Code civil. Selbst das Land des klassischen römischen Rechts, Italien, orientierte sich mit seinem Codice civile von 1865 am französischen Recht, und auch der 1889 ins Leben gerufene spanische Código Civil lehnte sich daran an. Auch in Kongresspolen, dem Nachfolgestaat des Herzogtums Warschau, blieb der Code civil ungeachtet der Zugehörigkeit zum Russischen Reich, (ab 1826 mit Ausnahme des Personen- und Familienrechts) in Kraft. In der Zweiten Polnischen Republik galt er weiterhin auf dem Territorium des ehemaligen Kongress-Polens.
Zwar stellten einige auf revolutionären Wurzeln beruhende Regelungen zugleich auch Schwächen dar: Der gleiche Erbanspruch aller Kinder führte in vielen Gegenden zur Teilung des Grundbesitzes in unrentable Parzellen (Realteilung); Frauen wurden einem männlichen Vormund unterstellt und damit schlechter gestellt als zuvor; die (nun staatlich garantierte) Ehescheidung bevorteilte einseitig den Mann. Dennoch war ein besseres, im Geist der Aufklärung geschriebenes, Gesetzeswerk in Deutschland lange nicht in Sicht – auch das Preußische Allgemeine Landrecht (ALR) war dem Code civil nicht ebenbürtig.
1898 wurde in Japan ein Zivilgesetzbuch geschaffen, das trotz der Einflussnahme durch das deutsche Bürgerliche Gesetzbuch wichtige Spuren des Code civil aufweist.

## Weitergeltung

### Als „Rheinisches Recht“/„Rheinische Konstitutionen“ in deutschen Ländern

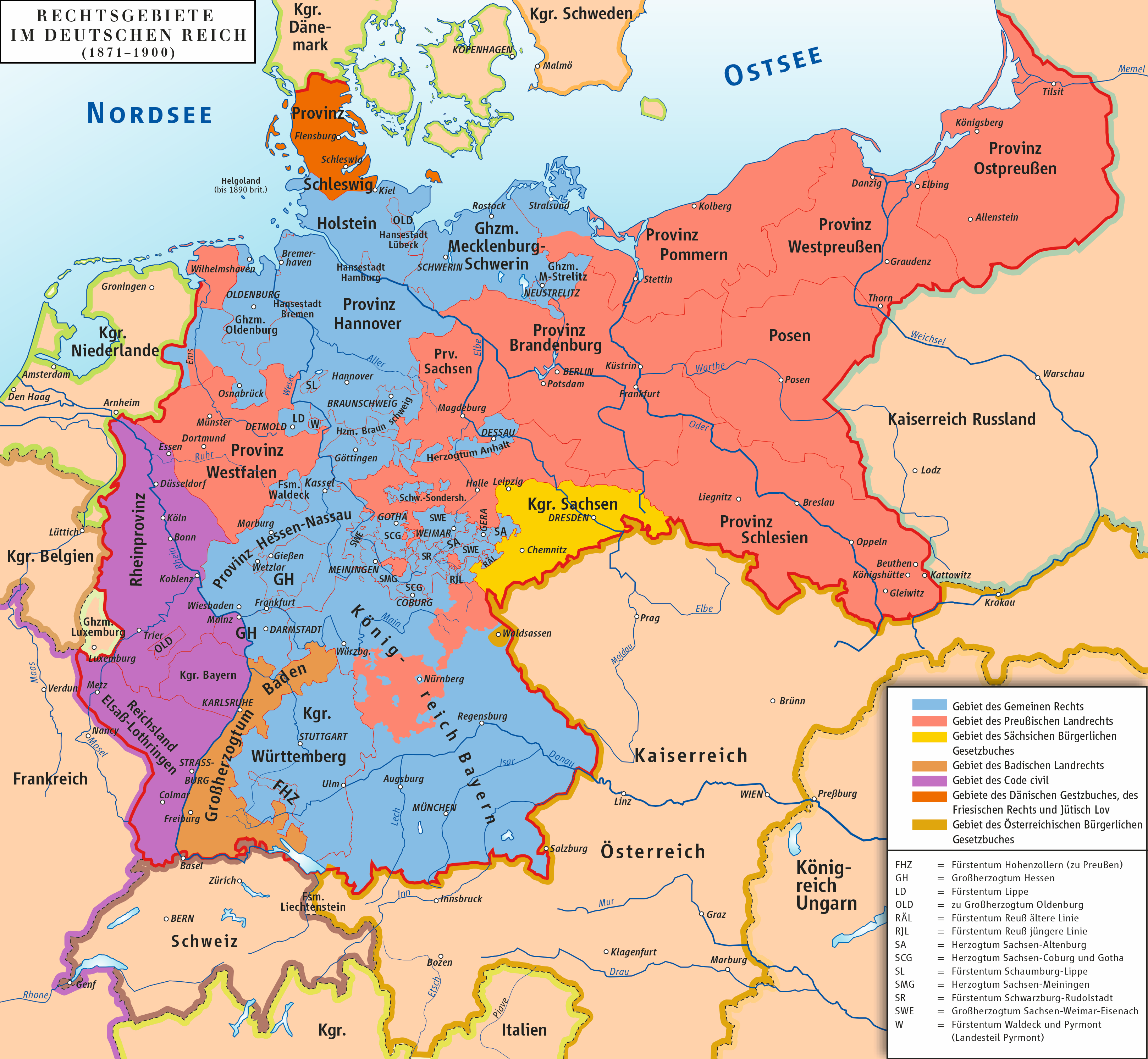
Räumlicher Geltungsbereich des Code civil als „Rheinisches Recht“ (violett gefärbt) in Deutschland zum Ende des 19. Jahrhunderts

Nach der Niederlage Napoleons galt der Code in vielen deutschen Gebieten (insbesondere am linken Rheinufer) zunächst fort. In Preußen wurde das ALR lediglich in den rechtsrheinischen altpreußischen Gebieten zum 1. Januar 1815 wieder eingeführt (nicht jedoch im linksrheinischen altpreußischen Teil des Herzogtums Kleve und in der altpreußischen Grafschaft Moers). Aufgrund der Empfehlung einer sog. Rheinischen Immediat-Justiz-Kommission verordnete 1818 Friedrich Wilhelm III., dass die in den Rheinprovinzen bestehende Gesetzgebung im Wesentlichen beibehalten werden sollte.

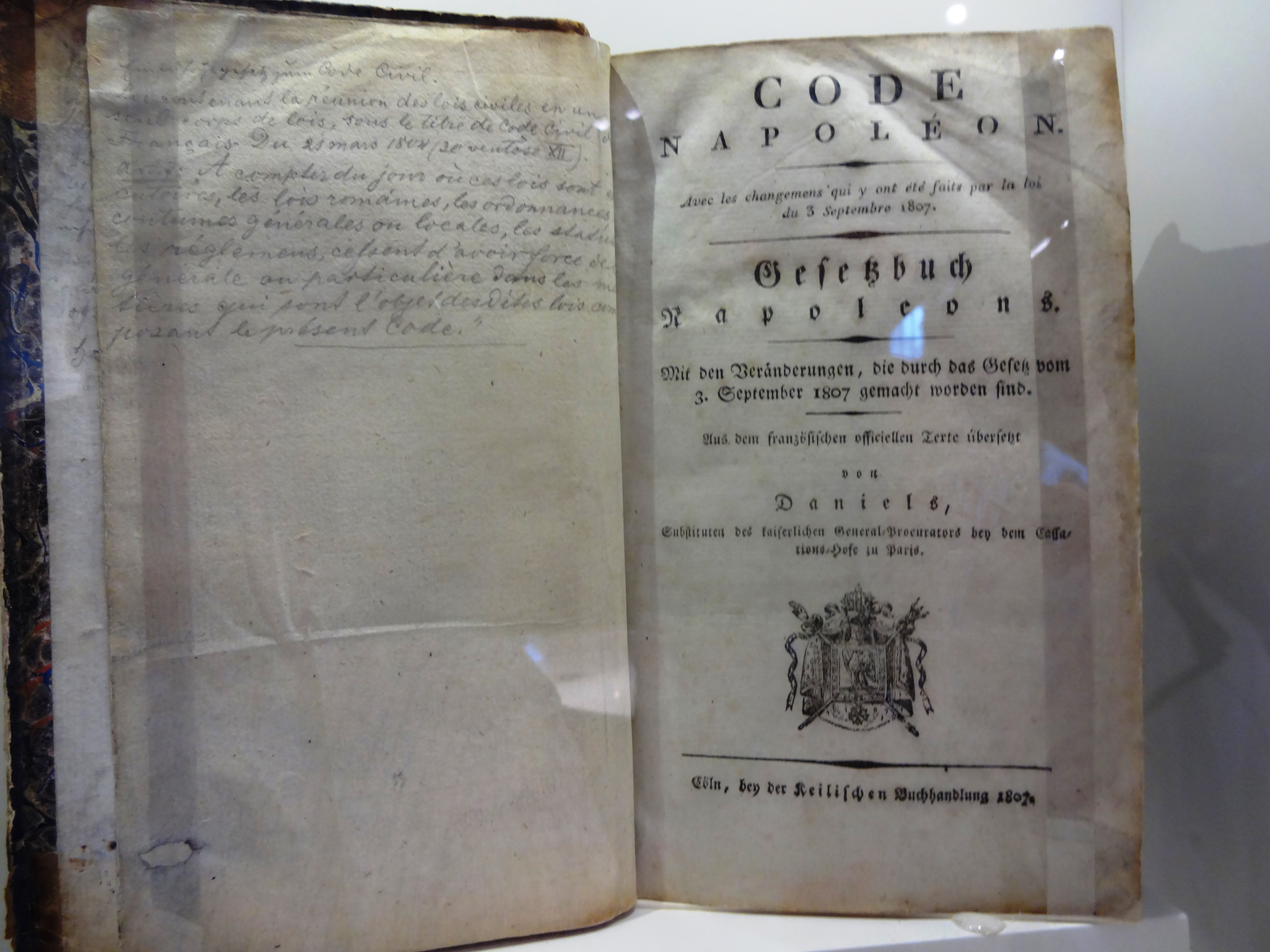
Deutsche Ausgabe des Code civil, Museum Hambacher Schloss

Während des 19. Jahrhunderts galt der Code in Deutschland als sogenanntes „Rheinisches Recht“ oder auch „Rheinische Konstitutionen“ daher weiter, insbesondere:
- im linksrheinischen und bergischen preußischen Rheinland (Rheinischer Appellationsgerichtshof Köln bzw. Rheinischer Revisions- und Kassationshof Berlin, ab 1850 fünfter („Rheinischer“) Zivilsenat des Preußischen Obertribunals Berlin)
- in der Pfalz (Bayern) (Appellationshof Zweibrücken, Oberappellationsgericht München)
- in Rheinhessen (Appellationshof in Kreuznach, ab 1816 Obergericht Mainz, ab 1818 Kassationsgerichtshof Darmstadt, ab 1832 Ober-Appellations- und Kassationsgericht Darmstadt, ab 1879 Oberlandesgericht Darmstadt)
- in hessen-homburgischen Oberamt Meisenheim (Ober-Appellations- und Kassationsgericht Darmstadt, ab 1866 preußisches Ober-Appellationsgericht Kassel bzw. Preußisches Obertribunal Berlin)
- im oldenburgischen Fürstentum Birkenfeld (Oberappellationsgericht Oldenburg)
- im sachsen-coburg-saalfeldischen bzw. ab 1826 sachsen-coburg und gothaschen Fürstentum Lichtenberg (Appellationsgericht Gotha, ab 1834 preußisch)
- als „Badisches Landrecht“ in Baden (Badisches Oberhofgericht Mannheim, später in Karlsruhe)

Als das Königreich Preußen im Jahr 1843 versuchte, im linksrheinischen Land das Rheinische Recht mittels einer Strafrechtsreform durch eine preußische Legislatur zu ersetzen, vereinigten sich Bürger der Rheinprovinz im Köln-Düsseldorfer Verbrüderungsfest und demonstrierten ihr Interesse an der Beibehaltung des Rheinischen Rechts, das sie als freiheitlicher empfanden.
1871 wurde Elsass-Lothringen, das zum Geltungsgebiet gehörte, vom Deutschen Reich annektiert (siehe auch Oberlandesgericht Colmar; zuvor Cour d’appel de Colmar bzw. Oberappellationsgericht Colmar).
Nach 1871 gehörte etwa ein Sechstel des Reichsgebiets zum Anwendungsbereich des „rheinischen Rechts“. Beim Reichsgericht in Leipzig galt ab 1879 der zweite Zivilsenat als „Rheinischer Senat“.
Gegen Ende des 19. Jahrhunderts wurde zunehmend häufiger vom rheinischen „Fremdrecht“ gesprochen.

### In Louisiana / USA
Im Gegensatz zum Rest der Vereinigten Staaten, in denen anglo-amerikanisches Recht gilt, gilt in Louisiana ein auf dem Code Napoléon basierendes kontinentaleuropäisches Recht. Ein in Louisiana akkreditierter Rechtsanwalt hat deshalb keine Zulassung außerhalb des Bundesstaates – und umgekehrt. Auch das Wahlrecht in Louisiana folgt französischem Vorbild: bei den meisten Wahlen gibt es daher eine Stichwahl zwischen den beiden führenden Bewerbern, wenn in der ersten Runde keiner eine absolute Mehrheit erreichen konnte. In fast allen anderen Staaten der USA gilt immer ein einfaches Mehrheitswahlrecht, bei dem der Kandidat mit den meisten Stimmen sofort gewinnt und keine absolute Mehrheit erforderlich ist.

## Ablösung durch das BGB
Erst 1900 wurde der Code civil dort, wo er im Deutschen Reich noch galt, vom Bürgerlichen Gesetzbuch (BGB) abgelöst.
Als Partikularrecht konnten Teile des Code civil in einigen deutschen Gebieten fortgelten. So galt bis zum Erlass der Nachbarrechtsgesetze in Nordrhein-Westfalen vom 15. April 1969 und in Rheinland-Pfalz vom 1. Januar 1971 gebietsweise weiter das Nachbarschaftsrecht des Code civil. Auf alte Rechtsverhältnisse ist manchmal heute noch das im Zeitpunkt ihrer Entstehung geltende frühere Recht anzuwenden, so griff etwa noch 2008 das OLG Zweibrücken in einem Wegerechtsstreit in der ehemals bayerischen Pfalz auf altrechtliche Regelungen des Code civil zurück.
Am längsten – bis zum Ersten Weltkrieg – blieb der Code civil in Neutral-Moresnet (der heutigen belgischen Gemeinde Kelmis) in Kraft, das nach dem Wiener Kongress wegen seiner Erzlagerstätte zwischen Preußen und Belgien umstritten war. Hier galt eine provisorische Regelung, die erst mit dem Einmarsch der deutschen Truppen 1914 endete.

## Inhalt

### Maximen
Gemäß den wesentlichen Forderungen der Französischen Revolution (Liberté, Egalité, Fraternité – Freiheit, Gleichheit, Brüderlichkeit) – garantierte der Code civil allen männlichen Bürgern:
- Freiheit für jeden
- Gewerbefreiheit und freie Berufswahl
- Abschaffung des Zunftzwangs
- Gleichheit vor dem Gesetz
- Laizismus: vollkommene Trennung zwischen Kirche und Staat
- Schutz des Privateigentums
- Schaffung der juristischen Basis für die Marktwirtschaft
- Aufzeichnung von Geburten und Todesfällen (Personenstandswesen)

### Aufteilung und Gliederung
Der Code civil war bei seinem Inkrafttreten 1804 in drei Bücher unterteilt:
- Livre Ier: Des personnes / Über die Personen (Art. 7–515-8 Code civil)
- Livre II: Des biens et des différentes modifications de la propriété / Von den Sachen und den verschiedenen Beschränkungen des Eigentums (Art. 516–710 Code civil)
- Livre III: Des différentes manières dont on acquiert la propriété / Von den verschiedenen Arten, das Eigentum zu erwerben (Art. 711–2283 Code civil)

Den drei Büchern ist ein titre préliminaire („De la publication, des effets et de l’application des lois en général / Von der Veröffentlichung, der Wirkung und der Anwendung der Gesetze“, Art. 1–6 Code civil) vorangestellt, der das Inkrafttreten, grundlegende Prinzipien (Rückwirkungsverbot, Justizverweigerungsverbot, Unwirksamkeit sittenwidriger Rechtsgeschäfte) und Kollisionsnormen (Internationales Privatrecht) enthält. Im Jahr 2002 wurde, systematisch an fragwürdiger Stelle, ein viertes Buch („Dispositions applicables à Mayotte / Auf Mayotte anwendbare Vorschriften“, Art. 2284–2285 Code civil) angehängt, welches die Anwendung des Code civil auf das Übersee-Territorium Mayotte regelt. Durch ordonnance vom 23. März 2006 wurde dieses Buch durch ein neues viertes Buch über Sicherheiten (sûretés) ersetzt, so dass der Code heute aus folgenden fünf Büchern besteht:
- Titre préliminaire: Art. 1 bis 6
- Livre premier. Des personnes: Art. 7 bis 515-8 (enthält das Familienrecht und einige nicht klassische Zivilrechtsbereiche wie das Staatsangehörigkeitsrecht)
- Livre deuxième. Des biens et des différentes modifications de la propriété: Art. 516 bis 710 (enthält das Sachenrecht)
- Livre troisième. Des différentes manières dont on acquiert la propriété: Art. 711 bis 2283 (enthält das Erbrecht, Teile des Eherechts und Schuldrecht)
- Livre quatrième. Des sûretés: Art. 2284 bis 2488
- Livre cinquième. Dispositions applicables à Mayotte: Art. 2489 bis 2534

## Reform
Von den gegenwärtig in Frankreich gültigen 2.285 Artikeln des Code civil stimmen noch etwa 1.200 mit dem Urwerk überein. Aus diesem Grund, und in Anbetracht der deutschen Schuldrechtsreform im Jahre 2002, wurde seit den 2000er Jahren verstärkt über eine umfassende Reform des Code civil diskutiert. Dies mündete zunächst in zwei Reformvorschlägen: dem (eher konservativen) Projet Catala und dem (innovativeren) Projet Terré.
Im Jahr 2015 verabschiedete das französische Parlament schließlich ein Gesetz, das die französische Regierung ermächtigte, „im Wege der Verordnung die nötigen Maßnahmen zu treffen, um Struktur und Inhalt des dritten Buches des Code civil zu überarbeiten, sowie das allgemeine Vertrags- und Schuldrecht (nebst dem Beweisrecht) zu modernisieren. Im Vordergrund standen Maßnahmen zur Vereinfachung des Gesetzeswerks; die Rechtssicherheit musste gewährleistet bleiben und die Effektivität sollte erhöht werden.“ Unmittelbar nach Erlass des Gesetzes veröffentlichte das Justizministerium einen umfassenden Verordnungsvorschlag, der in der Rechtswissenschaft stark diskutiert wurde. Auf seiner Grundlage erging am 10. Februar 2016 eine endgültige Verordnung, die den Code civil mit Wirkung zum 1. Oktober 2016 reformierte.
Die Reform enthält einschneidende Veränderungen wie die Abschaffung des rechtlich zulässigen Rechtsgrunds als Voraussetzung für den Vertragsschluss (Art. 1128) und die Einführung einer Vorschrift über den in Frankreich bisher ungeregelten Wegfall der Geschäftsgrundlage (Art. 1195).

## Diverses
In 22 Staaten wurde im Jahr 2004 das 200-jährige Jubiläum des Code civil öffentlich gefeiert.

## Zitate
„Je vous donne six mois, faites moi un Code civil - Ich gebe Ihnen sechs Monate; machen Sie mir einen Code civil!“

„Mein Ruhm ist nicht, vierzig Schlachten gewonnen zu haben […] Waterloo wird die Erinnerung an so viele Siege auslöschen […] Was aber durch nichts ausgelöscht werden wird, was ewig leben wird, das ist mein Code civil, […]“

Bekannt, aber hinsichtlich des wirklichen Inhalts umstrittenen ist ein Zitat von Stendhal. Dieses findet sich erst im dritten Entwurf eines Briefes an Balzac. Diese Aussage wird auch als reine Fiktion verstanden, die als Stilkritik an Balzac gemeint war.

„Als ich die Kartause schrieb, las ich, um mich einzustimmen, jeden Morgen zwei oder drei Seiten des Code civil.“